# If You Were There (The Best of Wham)
The Best of Wham!: If You Were There... fue la segunda recopilación lanzada en el Reino Unido, lanzado en 1997 para resumir la carrera del dúo británico Wham!. Alcanzó el puesto #4 del Reino Unido. El final del álbum incluye una pista oculta que se escuchó por primera vez en su álbum debut, Fantastic.
Muchos de los fanes de Wham! consideran este recopilatorio muy inferior a la compilación anterior de 1986, The Final, debido a la no inclusión de Bad Boys y también Careless Whisper y A Different Corner, a pesar de que las dos últimas canciones fueron acreditados como singles en solitario de George Michael. Sin embargo, los dos números uno oficiales de sus álbumes de estudio de Wham! no aparecieron.

## Canciones
1. "If You Were There" (Isley Brothers) 3:43
2. "I'm Your Man" (Michael) 4:06
3. "Everything She Wants" (Michael) 6:29
4. "Club Tropicana" (Michael/Ridgeley) 4:30
5. "Wake Me Up Before You Go Go" (Michael) 3:51
6. "Like A Baby" (Michael) 4:16
7. "Freedom" (Michael) 5:20
8. "The Edge of Heaven" (Michael) 4:37
9. "Wham Rap! (Enjoy What You Do)" (Michael) 6:46
10. "Young Guns (Go For It!)" (Michael) 3:41
11. "Last Christmas" (Michael) 6:48
12. "Where Did Your Heart Go?" (Was/Was) 5:42
13. "Everything She Wants '97" (Michael) 6:01
14. "I'm Your Man '96" (Michael) 4:33

- Datos: Q933425